# Лубанго (аэропорт)
Аэропорт Лубанго — аэропорт, расположенный в городе Лубанго, Ангола. Открытый в 1951 году, аэропорт был реконструирован в 2009 году, чтобы соответствовать требованиям Кубка африканских наций в 2010 году, получив категорию международного аэропорта.

## Военное использование
В аэропорту размещены четыре истребителя Су-30.

## Происшествия и аварии
- 8 ноября 1983 года Boeing 737 авиакомпании TAAG Angola Airlines потерпел крушение вскоре после взлёта. Все находившиеся на борту 130 пассажиров и экипаж погибли.